# Sociedade Filarmónica Recreio e União Alhosvedrense
Sociedade Filarmónica Recreio e União Alhosvedrense, também conhecida como SFRUA e "A Velhinha" é uma agremiação desportiva, recreativa e cultural portuguesa, com sede na freguesia de Alhos Vedros, na Moita, Distrito de Setúbal.
Fundada em 2 de agosto de 1869, em 2019 a coletividade completou 150 anos, sendo a mais antiga do concelho.
No Carnaval, organiza um corso carnavalesco, que desfila ao som de samba, sendo considerada também como uma escola de samba.
Entre os desportos, pratica-se patinação artística, Ginástica de Trampolins, Karaté, Basquetebol e Badminton.

## História
A Sociedade Filarmónica Recreio e União AlhosVedrense (SFRUA) foi fundada a 2 de agosto 1869 por  D. Manuel de Sampayo e Castro (conde de Sampayo) com a finalidade de promover distracções aos associados e famílias, tais como jogos lícitos, reuniões, palestras culturais, excursões recreativas e turísticas, bem como a instrução escolar com aulas de alfabetização, música, dança, etc.

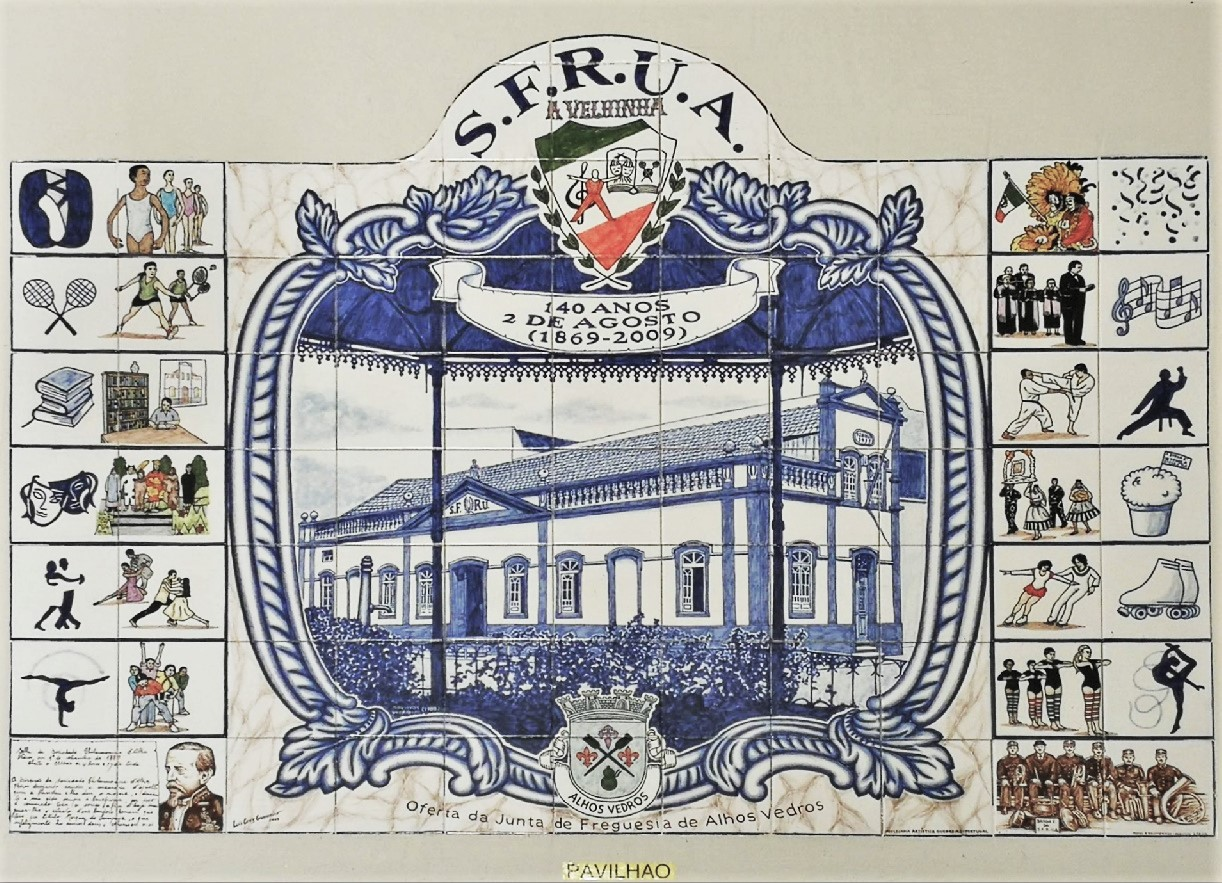
Mural comemorativo dos 140 anos da S.F.R.U.A.

A primeira sede da SFRUA situou-se na rua Cândido dos Reis e foi inaugurada a 2 de Agosto de 1871, data que marca o ínicio da actividade musical da banda filarmónica sempre impulsionada pela família Sampayo. Era presidente da Direcção nessa altura D. António de Sampayo Mello e Castro ( Marquês de Sampayo), filho do fundador.
Esta família tinha tal amor às artes que além de comprar muito do instrumental para a banda  musical ainda pôs à sua disposição um barco para as suas deslocações. Por relato escrito sabemos, que nesse dia houve festa rija em Alhos Vedros, com muitos foguetes e animação tendo-se deslocado toda a população para o cais da vila a esperar os músicos com o maestro titular, o espanhol D. Dominguez e muitos convidados.

### Início do Século XX
Em 1906 a banda da música atingiu o seu apogeu, sendo considerada nessa altura, uma das melhores bandas do país, qualidade que manteve durante alguns anos.
Em 1920, por subscrição popular, foi construído o Coreto na Praça da República, o que contribuiu para aumentar a audiência às actuações da Banda.
Nessa altura a Colectividade começa a projectar-se no campo cultural, sendo de  assinalar os grandes laços de amizade que se começaram a desenvolver com outras colectividades congéneres.
A sede da colectividade passa para a Rua  5 de Outubro, tendo-se comprado nesta altura a 30-03-1929, o terreno onde estão as actuais instalações. Era Presidente da Direcção o Sr. Luís da Costa; vice-presidente, o Sr. José Jorge e como Tesoureiro Sr. João Pereira Damaso.
Em 2 de Agosto de 1932, inaugurou-se o edifício que agora foi aumentado e modificado, constando a sala de espectáculos, palco, biblioteca, etc., tendo sido seus principais obreiros Pedro de Aquino, Manuel Aquino, Virgílio Pereira, João Marques Estaca e Francisco Ribeiro.
Em 1945 estas instalações já eram insuficientes, tendo-se ampliado nessa altura a sede com um bar, sala de jogos, gabinete de direção, sala de ensaios e instalações sanitárias.
Em 1956 realizaram-se os primeiros jogos florais.

### Década de 50 ao final do Século XX
A partir da década de 50 começa a sentir-se a necessidade de fomentar a prática desportiva dos associados e familiares. Assim lança-se a construção  do pavilhão gimnodesportivo que é inaugurado a 19 de Outubro de 1974.
Como a obra é imensa e não há capacidade para construir todo o projecto, edificam-se as instalações destinadas à parte antiga que fica a funcionar só como  Bar e Biblioteca.
Assim, foi preciso muita coragem para na altura, a Direcção  e a comissão de obras, com pouco dinheiro começarem uma obra de tal envergadura. Mas sem coragem, optimismo e confiança no futuro as Colectividades, e em particular a S.F.R.U.A , nada eram.
A partir desta data passam-se a poder praticar diversas modalidades desportivas, entre elas , ginástica, patinagem, Basket, futebol salão, voleibol, Karate, hóquei, Badminton, etc., e diversas actividades culturais, como espectáculos  de variedades, bailes, teatro, etc., chegando-se a ter 1200 atletas a praticar as diversas modalidades desportivas.

Em Despacho de 13-07-1982, Publicado no  D.R. , II Série, a SFRUA foi reconhecida como entidade de utilidade pública.
A Direcção de 1987 liderada por António Rato retoma o projecto da 2ª fase, e com o apoio da direcção Geral do Ordenamento do território, consegue-se que seja inscrito em PIDDAC, obtendo-se assim parte do financiamento para a construção.
Tendo a Câmara Municipal da Moita exigido a manutenção da traça arquitectónica do edifício, não aprova o projecto existente. Como factor determinante no novo estudo a apresentar, a direcção de 1988 ( Presidente: Rui Joaquim Rosa Madeira), contrata um gabinete de arquitectura que elabora o projecto do edifício actual.
A direcção de 1990, tendo por presidente João Correia da Cruz, lança a obra, que começa a 2 de Abril de 1990.
Com instalações dignas e próprias para poder desenvolver ainda mais toda a sua capacidade no campo cultural e desportivo, adaptando-se aos interesses e carências dos sócios em particular, e da população em geral.

### Inauguração da sede social
Em 12 de Setembro de 1993 a Colectividade tem a honra de receber o Primeiro Ministro de Portugal, Prof. Dr. Aníbal Cavaco Silva, que inaugurou a obra concluída.
Não podemos esquecer o Dr. Nunes Liberato, que com a sua presença na inauguração da nova sede viu assim terminado um projecto ambicioso onde ele próprio se empenhou afincadamente, quando exercia o cargo de secretário de estado da Administração Local e ordenamento do território.

### Medalha de Mérito
Em 5 de Fevereiro de 1993 a S.F.R.U.A  tem a honra de receber de Sua Ex.a o Sr. Presidente da República Dr. Mário Soares, no âmbito da presidência aberta com  a Ordem de Mérito. Esta distinção é sem dúvida um marco histórico para a S.F.R.U.A e um reconhecimento à sua nobre causa.

### Medalha de Honra do Município
A 30 de Setembro de 1994, a S.F.R.U.A. vê reconhecido a nível concelhio o trabalho desenvolvido pelas várias direcções, com a atribuição da medalha de honra do município pela Câmara Municipal da Moita.